# Walter Blume
Walter Blume (ur. 23 lipca 1906 w Dortmundzie, zm. 13 listopada 1974 tamże) – niemiecki zbrodniarz wojenny, dowódca Einsatzkommando 7a oraz SS-Standartenführer.
Studiował prawo w Bonn, Jena i Münster i zdał maturę. W kwietniu 1933 został doktorem prawa. 1 maja 1933
wstąpił do NSDAP, a następnie do SD. W czasie II wojny światowej stał na czele Einsatzkommando 7a, które było częścią Einsatzgruppe B. Jego oddział działał w rejonie Białorusi, oraz Rosji. Dopuścił się licznych zbrodni na ludności tych państw. Został szefem Sipo w Düsseldorfie w sierpniu 1943, a następnie dowódcą Sipo i SD w Atenach. Był również organizatorem deportacji greckich Żydów do Auschwitz.
Po wojnie zasiadł na ławie oskarżonych w Procesie Einsatzgruppen. Wskutek przeprowadzonego przewodu sądowego skazany został na karę śmierci przez powieszenie. Kara ta została mu zamieniona na 25 lat więzienia. Został zwolniony z więzienia w 1955 roku.